# Новомосковський ґебіт
Новомоско́вський ґебі́т, окру́га Новомоско́вськ (нім. Kreisgebiet Nowo Moskowsk «Новомосковська округа») — адміністративно-територіальна одиниця генеральної округи Дніпропетровськ Райхскомісаріату Україна часів Німецько-радянської війни, з центром у місті Новомосковськ.

## Історія
Ґебіт утворено о 12 годині дня 1 вересня 1942 року  на території Дніпропетровської області у рамках розширення адміністративних меж райхскомісаріату Україна за Дніпро, на дотоді підпорядковане німецькій військовій адміністрації Лівобережжя. Спочатку планувався у складі трьох радянських районів тодішньої Дніпропетровщини. Але 15 червня 1942 року Котовський район було вирішено передати майбутньому Петриківському ґебіту, тому на момент утворення округа Новомосковськ поділялася лише на 2 райони: район Новомосковськ (нім. Rayon Nowo Moskowsk) і район Перещепине (нім. Rayon Pereschtschepino), які відповідали двом довоєнним радянським районам: Новомосковському і Перещепинському.
22 вересня 1943 року адміністративний центр ґебіту було взято радянськими військами.